# Jamesbrittenia jurassica
Jamesbrittenia jurassica är en flenörtsväxtart som först beskrevs av Olive Mary Hilliard och Burtt, och fick sitt nu gällande namn av O.M. Hilliard. Jamesbrittenia jurassica ingår i släktet Jamesbrittenia och familjen flenörtsväxter. Inga underarter finns listade i Catalogue of Life.